# Ansia Camuanga Correia
Ansia Camuanga Correia   () és una professora i política angolesa. Afiliada al Moviment Popular per l'Alliberament d'Angola (MPLA), és diputada d'Angola per la província de Malange des del 28 de setembre de 2017.
Correia es va llicenciar en gestió bancària i d'assegurances. Va ensenyar emprenedoria entre el 2012, i el 2013 i també va treballar a l'àrea social.